# Hans Bronsart von Schellendorff
Hans Bronsart von Schellendorff (Berlín, 11 de febrer de 1830 – Múnic, 3 de novembre de 1913) fou un pianista, compositor i director d'orquestra alemany.
El 1853 es traslladà a Weimar on estudià amb Franz Liszt. De 1861 a 1862 dirigí els concerts d'Euterpe a Leipzig: el 1864 succeí a Hans von Bülow en la direcció de l'Orquestra Filharmònica de Berlín, passant després (1867) a dirigir el teatre de la cort de Hannover i més tard (1887) amb el mateix càrrec a Weimar, on hi va romandre fins al 1895.
Com a pianista es distingí tant per la seva brillant execució comper la inspirada forma d'interpretar les obres, se li deuen nombroses obres, escrites segons l'estil de Liszt i Wagner.
Les seves obres més importants són:
- un Trio i un Concert per a piano;
- una Polonesa;
- una Frühling-Fantasie, per a orquestra;
- la cantat Christnacht, per a doble cor i orquestra;
- Der Corsair, òpera.

La seva esposa Ingebort Starck van Bronsart von Schellendorff, fou una pianista i compositora rusa, nascuda el 1840 i morta a Múnic el 17 de juny de 1913.